# Atlético Marte
Club Deportivo Atlético Marte is een Salvadoraanse voetbalclub uit San Salvador. 
De club werd in 1950 opgericht en speelt in het Estadio Cuscatlan dat plaats biedt aan 32.00 toeschouwers. De club veranderde enkele keren van naam en heette CD Arabe Marte (1998–2000) en CD Atlético Marte Quezaltepeque (2006–2008) voor het weer de oorspronkelijke naam aan nam. De club komt uit in de Primera División en won de eerste editie van de CONCACAF Cup Winners Cup.

## Erelijst
- Primera División: 1955, 1956, 1957, 1969, 1970, 1981, 1982, 1985
- Segunda División: 2008 Apertura
- Torneos cortos de Segunda División: 2008 Apertura
- CONCACAF Cup Winners Cup: 1991
- Recopa de la UNCAF: 1991